# Cuisine turque
 (mars 2015).
Si vous disposez d'ouvrages ou d'articles de référence ou si vous connaissez des sites web de qualité traitant du thème abordé ici, merci de compléter l'article en donnant les références utiles à sa vérifiabilité et en les liant à la section « Notes et références ».

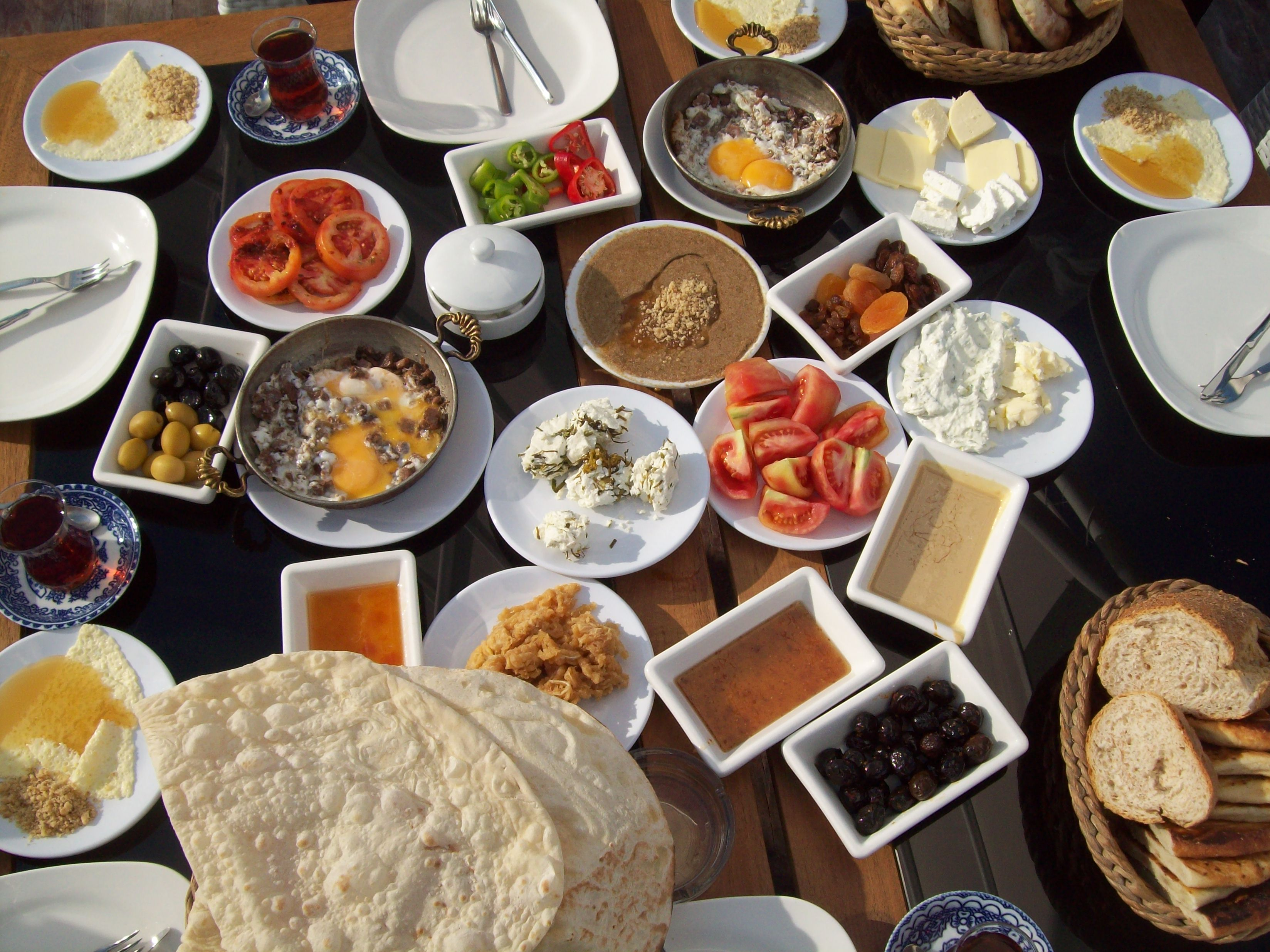
Petit déjeuner dans la ville de Van, Turquie.

La cuisine turque bénéficie de l'héritage ottoman et est à la charnière des saveurs asiatiques, orientales et méditerranéennes. En effet, la cuisine turque s'est enrichie des migrations des Turcs au cours des siècles, de l'Asie centrale à l'Europe et a influencé ses pays voisins (Grèce, pays du Moyen-Orient, des Balkans, Iran ou encore Arménie). On trouvera un grand nombre de plats communs avec les gastronomies libanaise, grecque ou arménienne.
Parmi les éléments que les Turcs ont apportés d'Asie centrale figurent le yaourt et le yufka (pâte feuilletée) qui constitue la base du baklava et des börek. Par sa position géographique qui permet une diversité climatique, la Turquie préserve le caractère hétérogène de sa cuisine et les traditions d'un passé lointain sont bien conservées.
La cuisine turque est riche en pâtes, viandes, poissons, légumes et desserts. Parmi les spécialités turques les plus connues, on compte les légumes farcis (dolma), les grillades (kebap), les raviolis (mantı), les feuilletés (börek), les plats de riz (pilav) et les pâtisseries (baklava, lokum, et künefe).

## Conservation et cuisson
Parmi les techniques de préparation et de conservation utilisées : le saumurage (poissons, fromages, viandes), la fermentation lactique, la macération, le malossol, le fumage, le séchage.
Les modes de cuisson sont variés : mijotage, braisage, rôtissage, grillade. réduction, cuisson à l'étouffée, bouillon...

## Légumes

### Autres plats de légumes

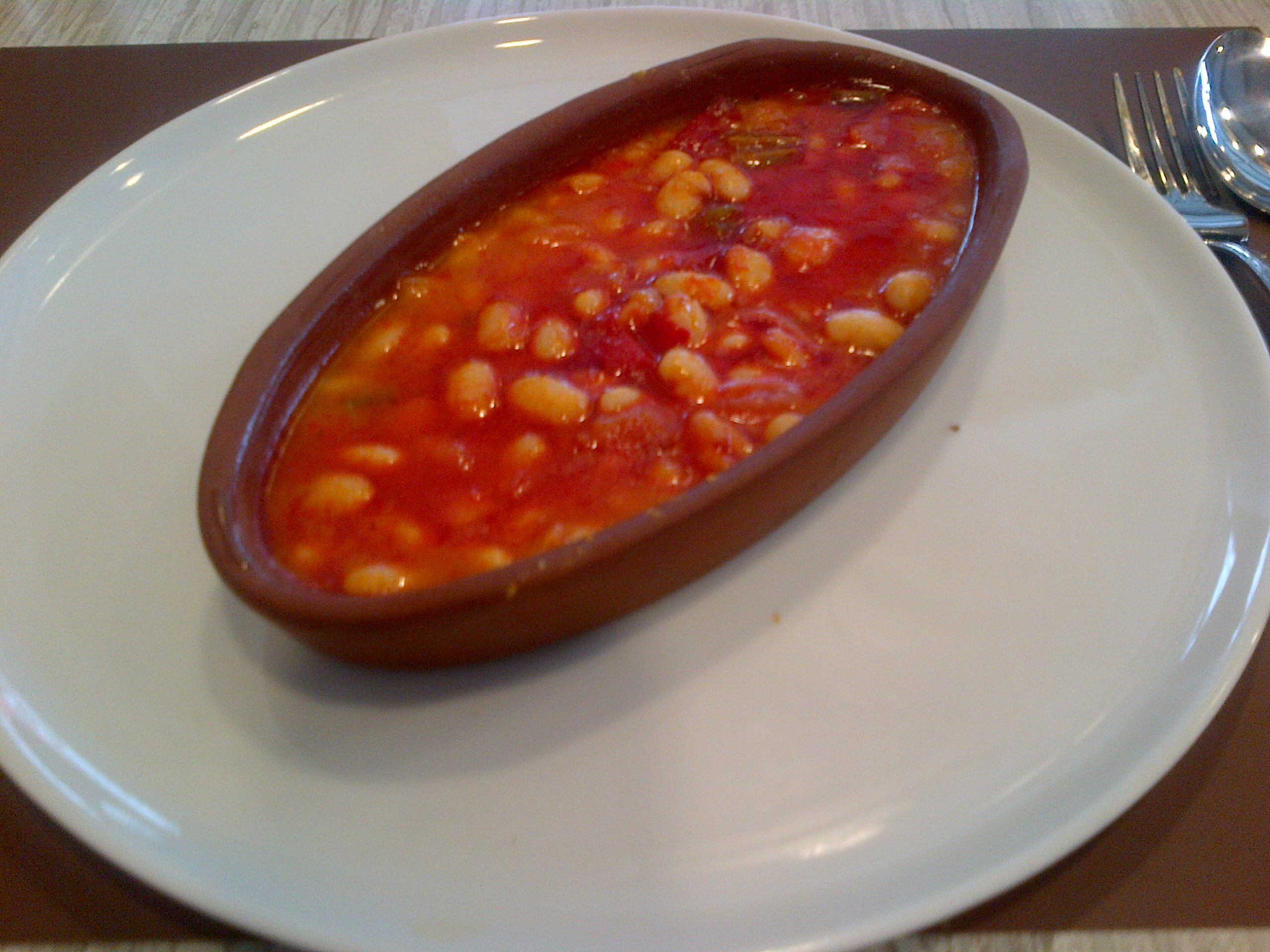
Kuru fasulye

Les haricots secs (kuru fasulye) sont très présents dans la cuisine turque et sont l'un des plats nationaux du pays.
On peut aussi citer le kapouska, un ragoût de chou.

## Viandes

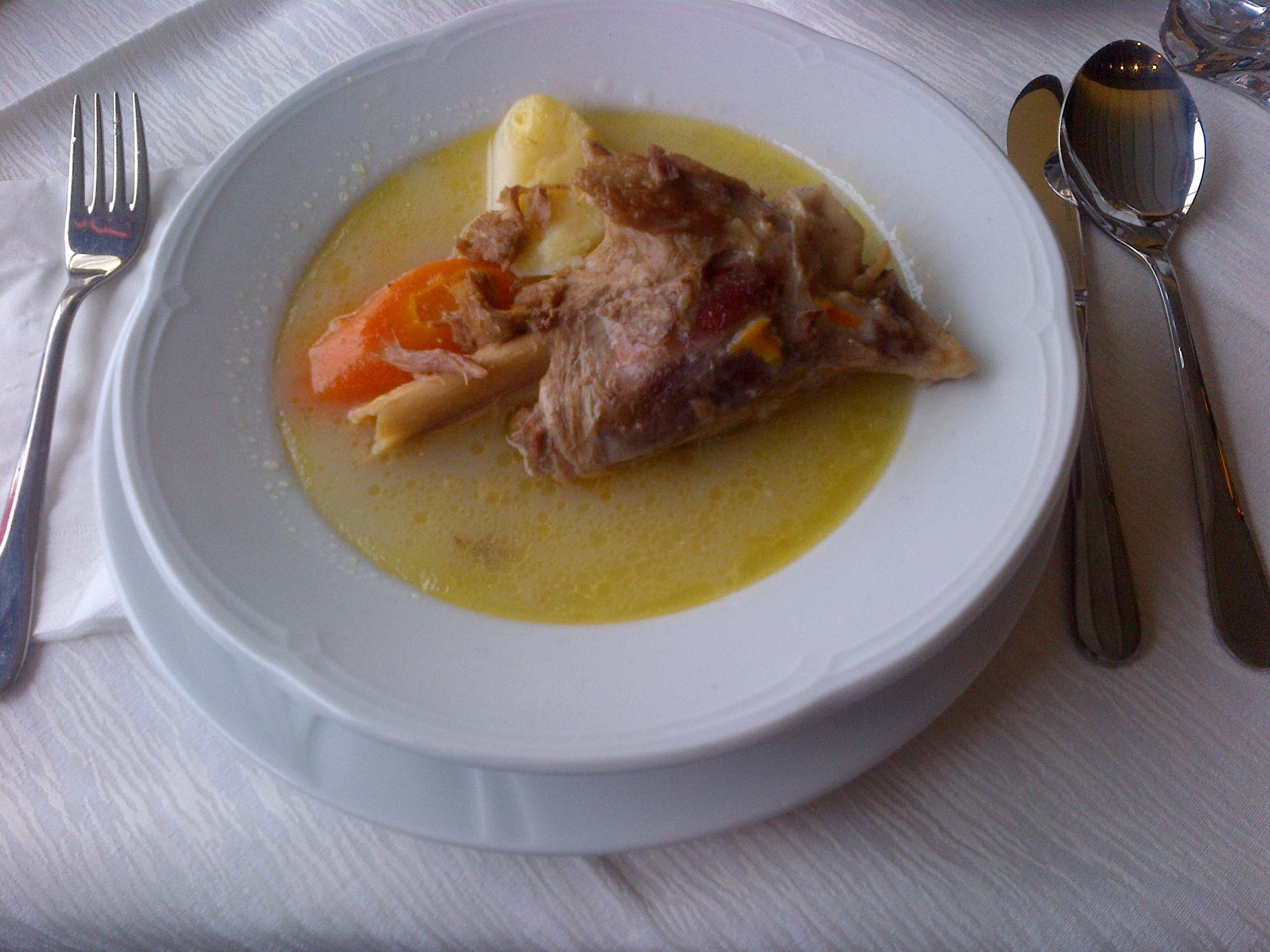
Kuzu haşlama.
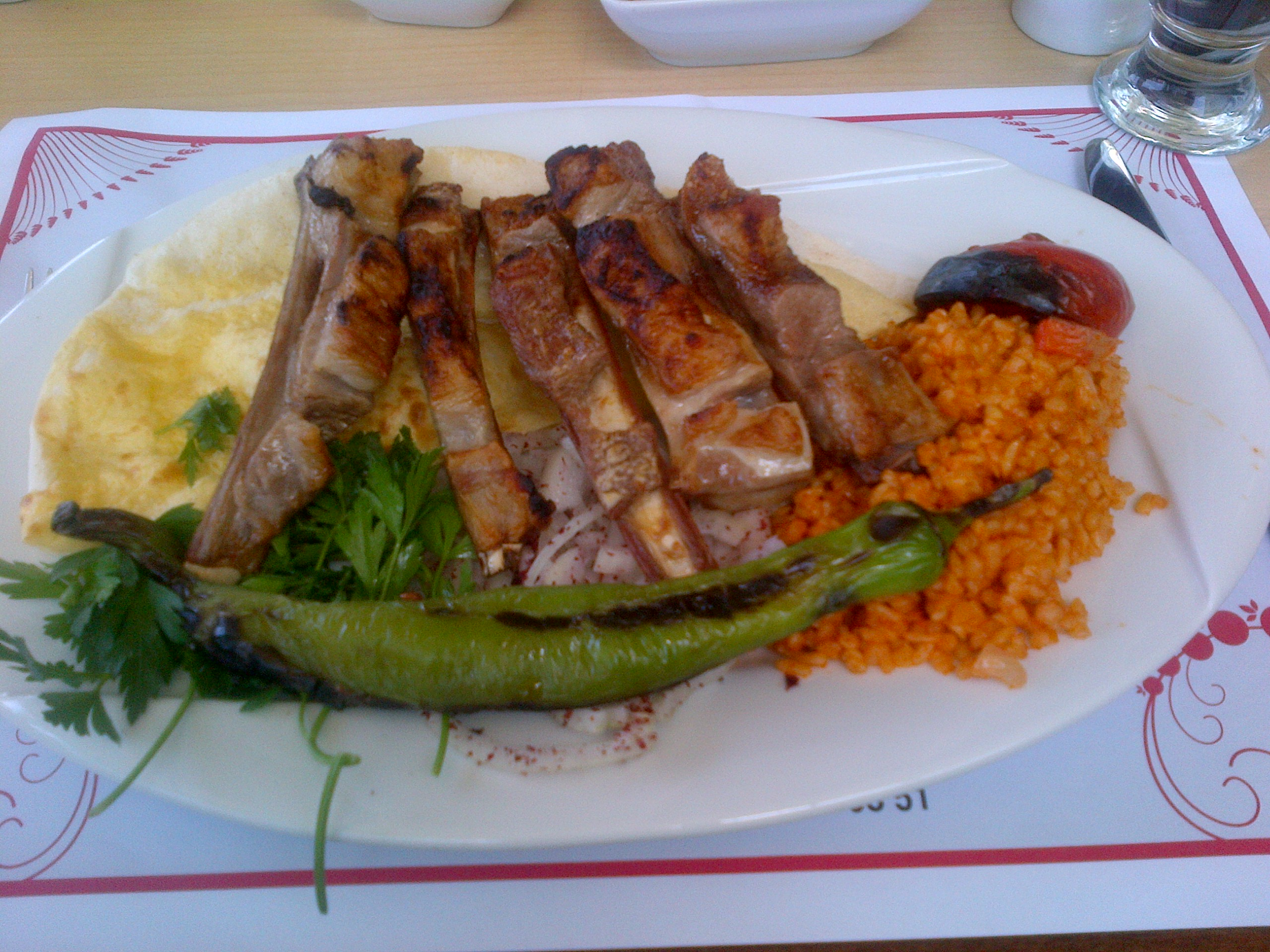
Kuzu kaburga, grillé.
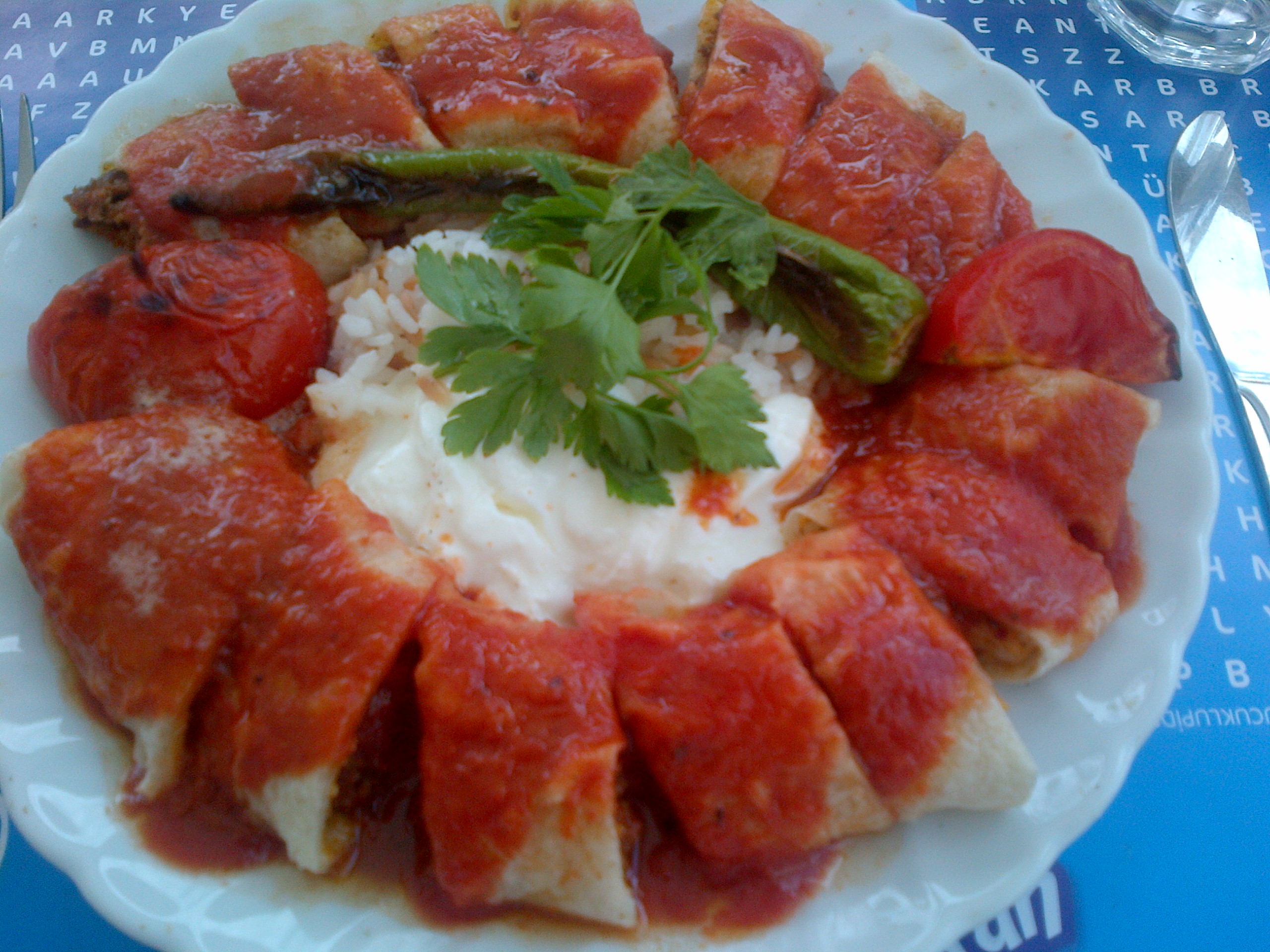
Du Beyti et du riz pilav.

## Charcuterie
- Sucuk
- Pastırma
- Kokoreç

## Poissons et fruits de mer

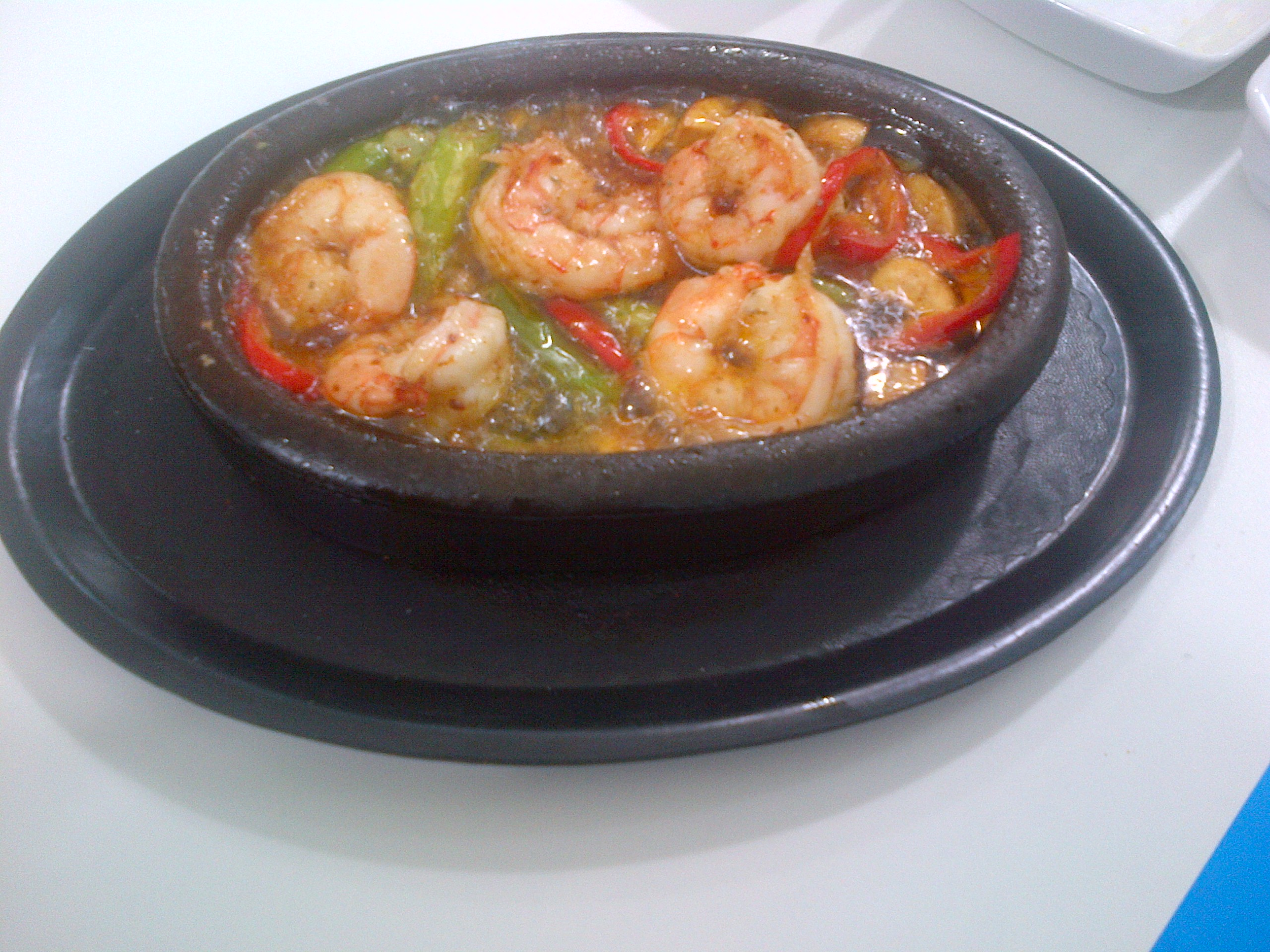
Kiremitte karides.

La dorade (cupra), l'anchois (hamsi), la sardine (sardalya), le maquereau (uskumru), palamut, lüfer, le rouget (barbun), le bar (levrek), le merlan (mezgit), l'espadon (kılıç), le turbot (kalkan), mercan, tırança, lagos sont parmi les poissons consommés en Turquie.
Les fruits de mer qui accompagnent les poissons sont les crevettes (karides), les calamars (kalamar) et les moules (midye).

## Riz et pâtes

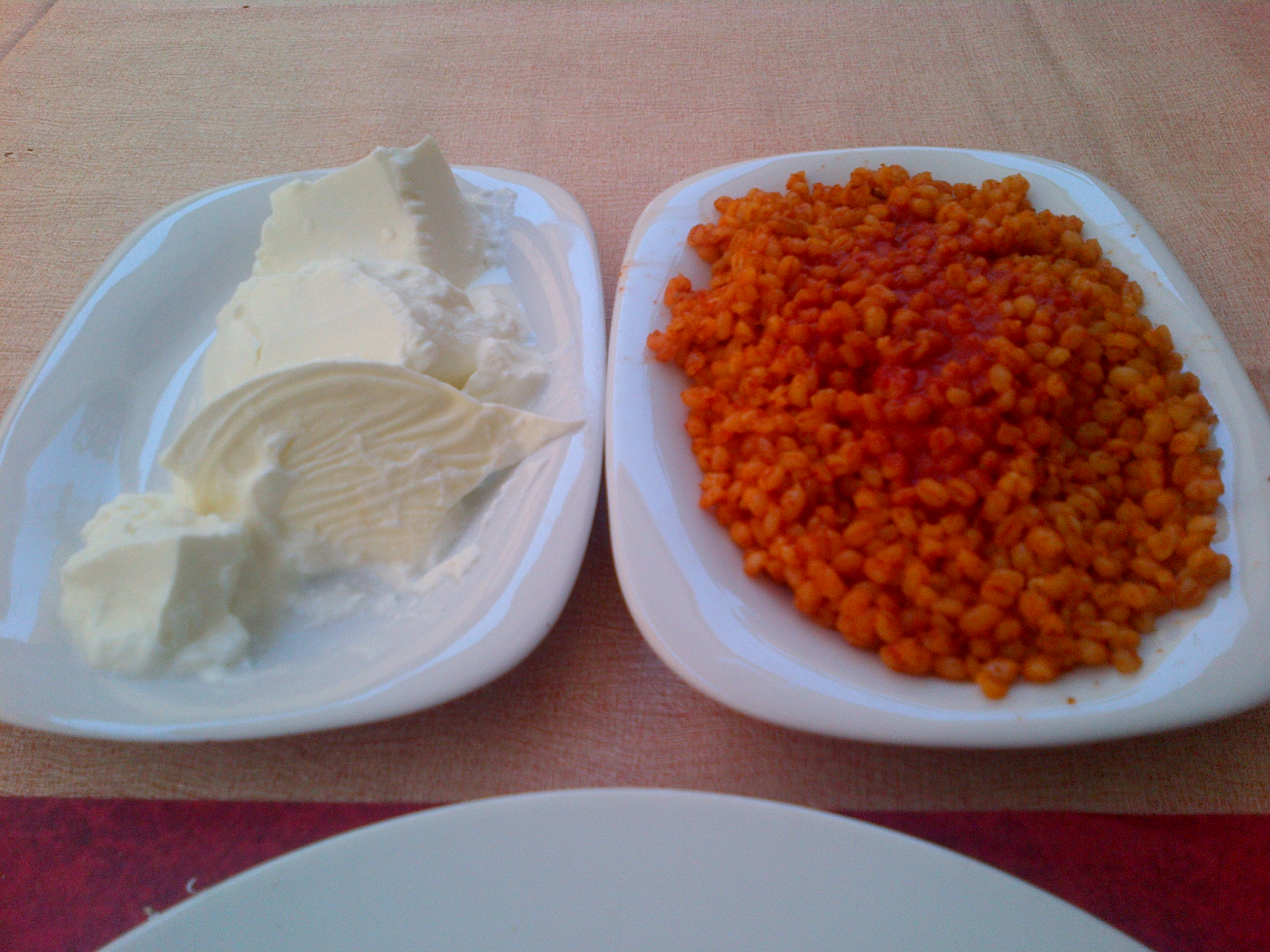
Bulgur pilavı avec yoğurt.

- Pilav : riz blanc traditionnel, le plat d'accompagnement le plus fréquent en Turquie. Toutefois, il y a des plats de riz spéciaux comme etli pilav (riz avec de la viande), nohutlu pilav (riz avec des pois chiches), iç pilav, özbek pilavı, etc. ;
- Acem pilavı : recette de l'époque ottomane : les ingrédients comprennent du riz blanc, de la viande de mouton coupée en cubes, des oignons, du beurre, des pistaches, des raisins, de la cannelle (Acem veut dire « iranien » en turc) ;
- Bulgur pilavı : le boulgour (blé concassé) est fréquemment utilisé dans la cuisine turque. Quelques köftes (particulièrement içli köfte) et mezes (par exemple kısır) sont préparés avec du boulgour. Le pilav au boulgour est aussi commun que le riz en Turquie ;
- Mantı : le mantı peut être décrit comme la pâte turque. Des boulettes de pâte contenant de la viande hachée et de l'oignon sont bouillies dans l'eau. Un plat de mantı est toujours servi avec du yaourt, du sumak (épice au goût citronné), de l'origan, de la menthe sèche, du poivron rouge, de l'ail et de l'huile ;
- Börek (voir meze) ;
- Lahmacun ;
- Pide ;
- Gözleme.

## Desserts

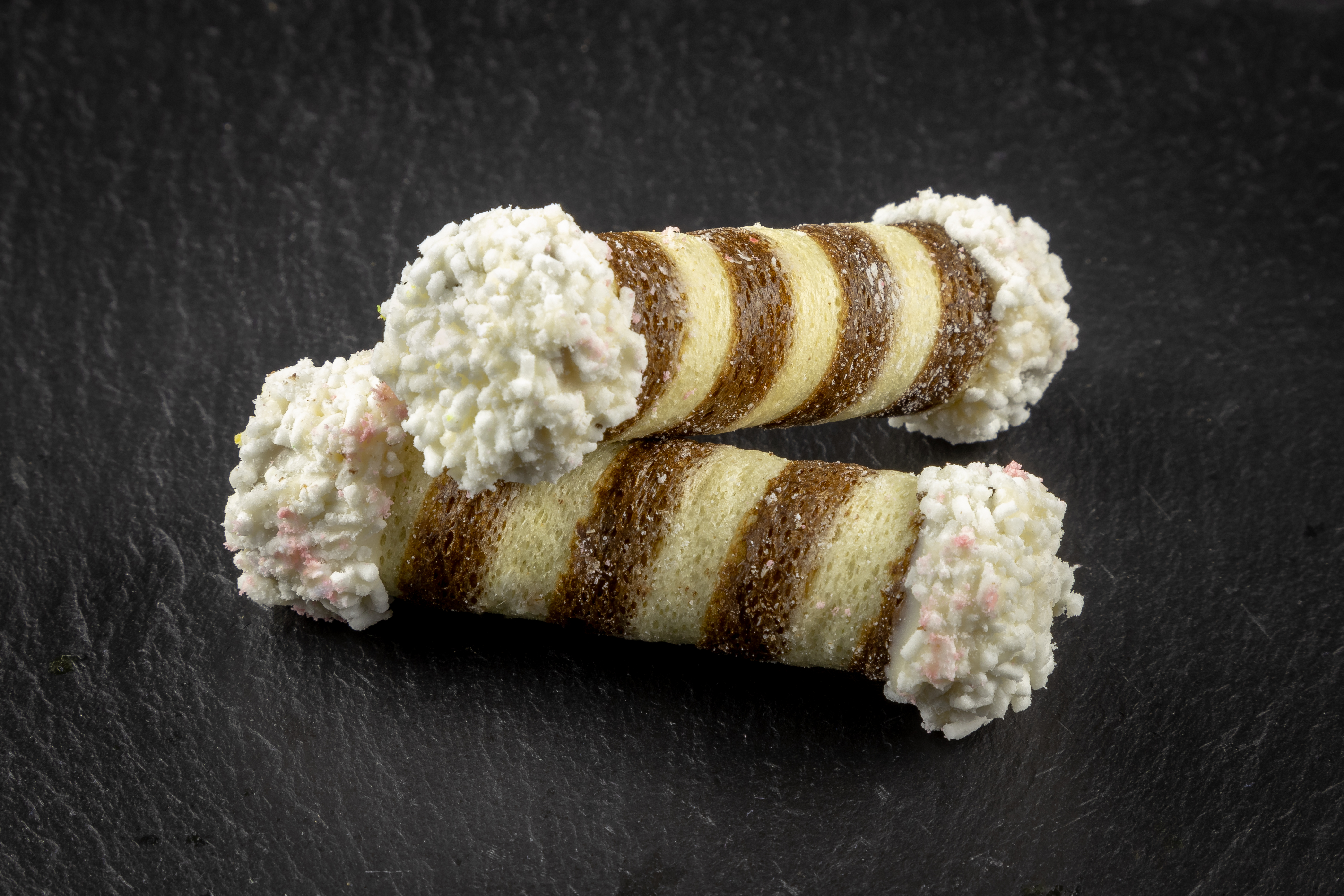
Pâtisserie turque. Décembre 2018.

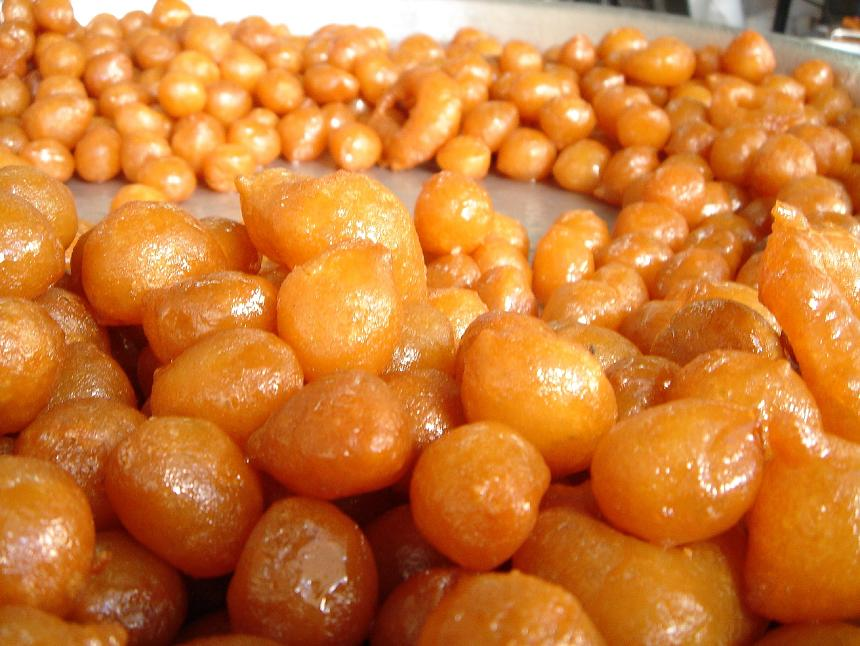
Lokma

### Desserts à base de pâtes et sirop
- Baklava : les desserts de la famille baklava sont des pâtisseries sucrées (le baklava contient une sorte de sirop, pas du miel[4]), formées avec de la pâte feuilletée très mince yufka avec de la pistache ou noix parsemée. Les autres desserts de la même famille comprennent : şöbiyet, bülbül yuvası, saray sarma, sütlü nuriye, etc. ;
- Dilber dudağı ;
- Ekmek kadayıfı ;
- Hanım göbeği ;
- Kadayıf ;
- Kalburabasma ;
- Kemalpaşa tatlısı ;
- Künefe ;
- Lokma ;
- Pekmez ;
- Revani ;
- Şekerpare ;
- Tulumba ;
- Vezir parmağı.

### Biscuiteries
- Acıbadem kurabiyesi ;
- Ay çöreği ;
- Poğaça ;
- Kurabiye ;
- Un kurabiyesi ;

### Helva
Le helva est une composition pâtissière à base de différents fruits secs et de sucre.
Il en existe plusieurs types en Turquie :
- İrmik helvası ;
- Un helvası ;
- Tahin helva ;
- Yaz helvası (aux noix ou aux amandes) ;
- Koz helva (aux noix) ;
- Pamuk helva ;
- Pişmaniye.

### Confiserie

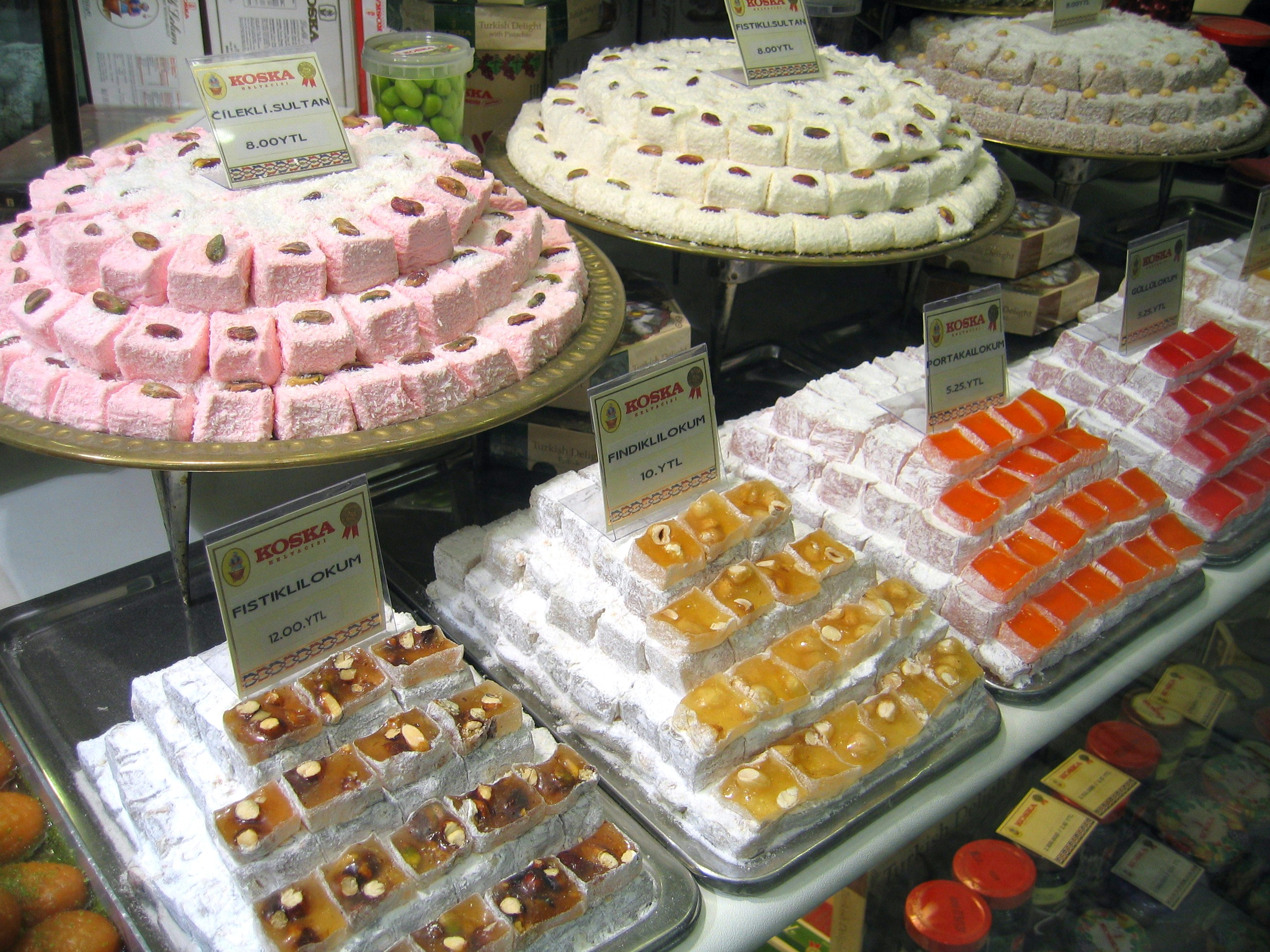
Loukum

- Lokum (loukoum) : Les lokums sont des confiseries à base de sucre et de fécule, saupoudrées de sucre glace et parfumées à l'eau de rose, qui peuvent contenir des amandes, des noix, des pistaches. Les lokums à la cannelle ou à la menthe sont aussi populaires. Ils sont considérés comme une des plus anciennes recettes de confiserie connues et sont consommés également dans d'autres pays ;
- Pişmaniye : proche de la barbe-à-papa, mais plus consistant, qui fond en bouche ;
- Cezerye ;
- Cevizli sucuk ;
- Pestil.

### Desserts à base de lait
- Sütlaç : sorte de riz au lait, souvent saupoudré de cannelle ou doré au four ;
- Muhallebi : entremets à base de farine de riz et de lait ; la fermeté est obtenue grâce à l’utilisation de fécule de blé et la recette ne contient pas d’œuf ;
- Su muhallebisi ;
- Keşkül : ressemble au muhallebi avec de l’amande ;
- Kazandibi ;
- Tavuk göğsü ;
- Güllaç.

### Desserts à base de fruits

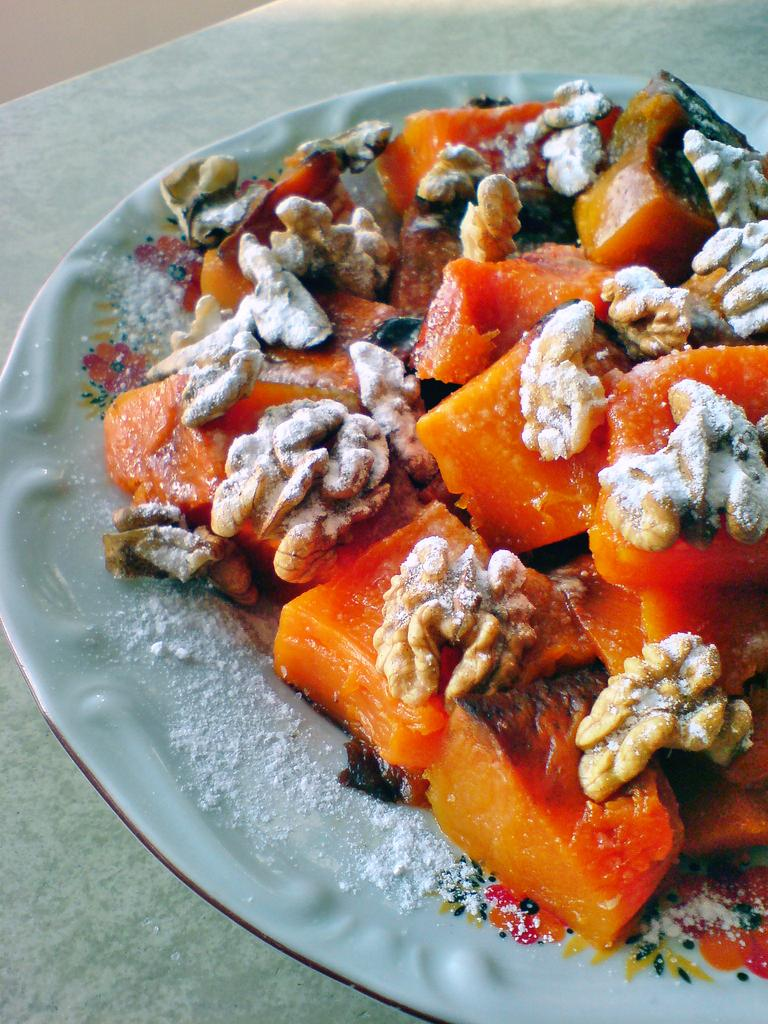
Kabak tatlısı - Potiron au four

Certains desserts turcs traditionnels sont à base de fruits. Le fruit est cuit à la casserole ou au four avec du sucre, des clous de girofle et de la cannelle (sans ajouter d'eau). Une fois refroidis, ils sont servis avec des noix ou des pistaches, du kajmak ou du tahini.
- Coing au four ;
- Pomme au four ;
- Poire au four ;
- Dessert de potiron ;
- Figues, abricots et prunes asséchées avec des noix, des noisettes ou des amandes.

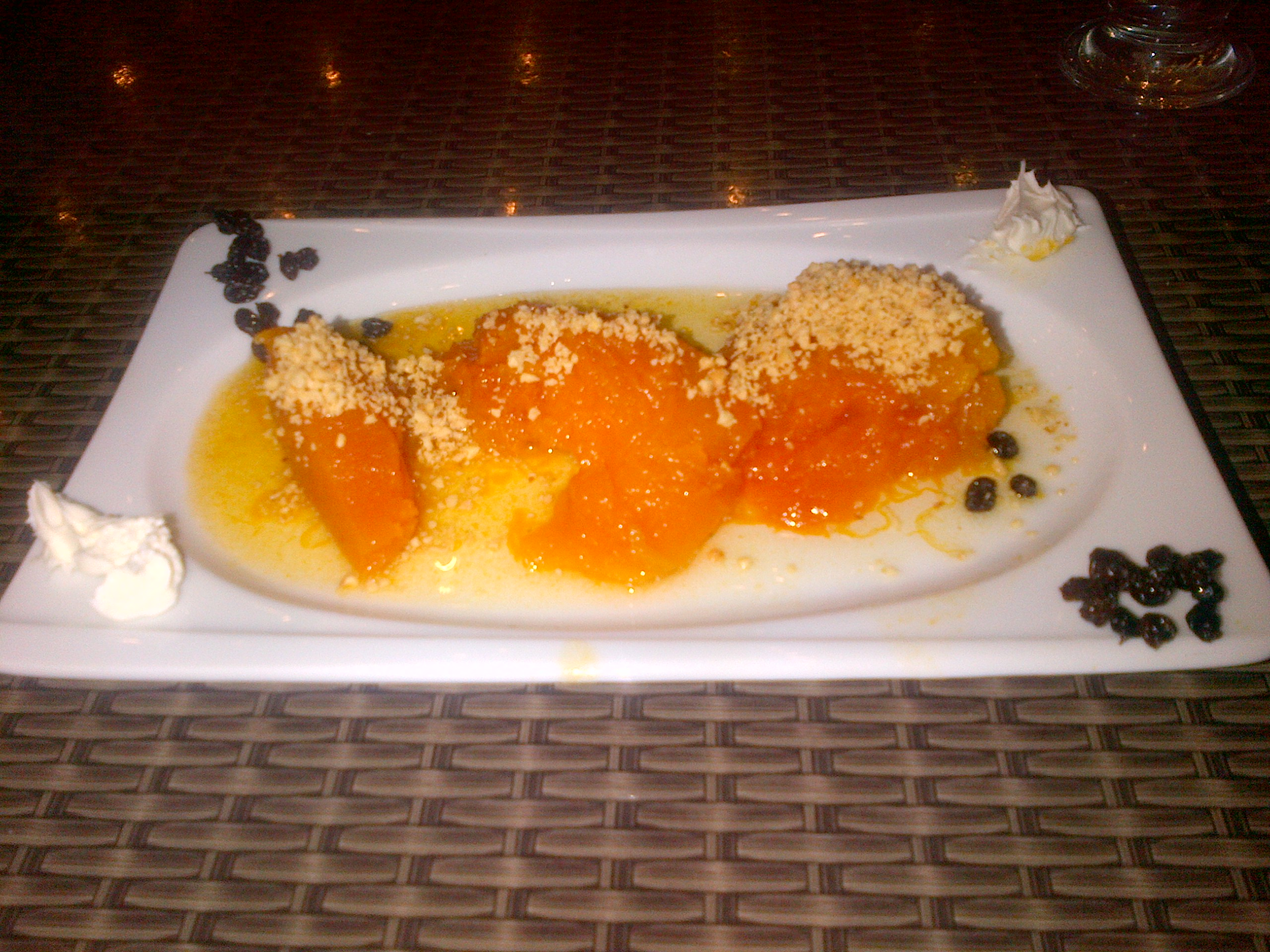
Kabak tatlısı, dessert de potiron, avec kaymak et raisins secs kuş üzümü hydratés.
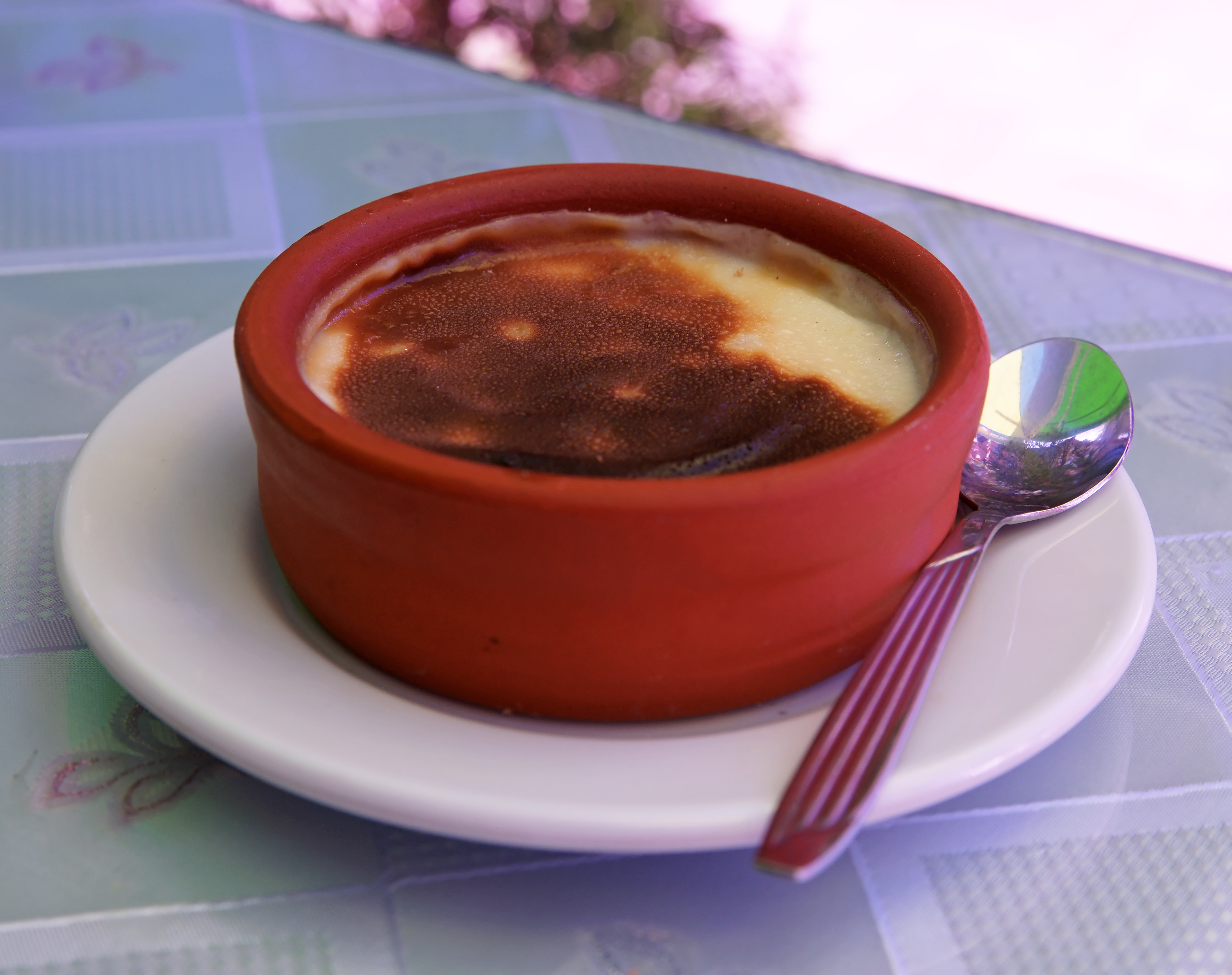
Fırın sütlaç (sütlaç au four).
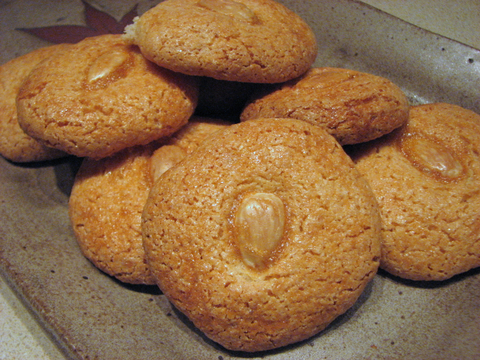
Acıbadem kurabiyesi ou biscuits aux amandes.
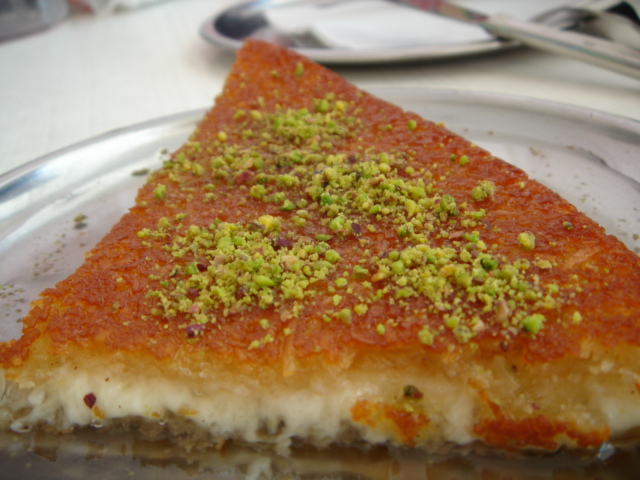
Künefe.
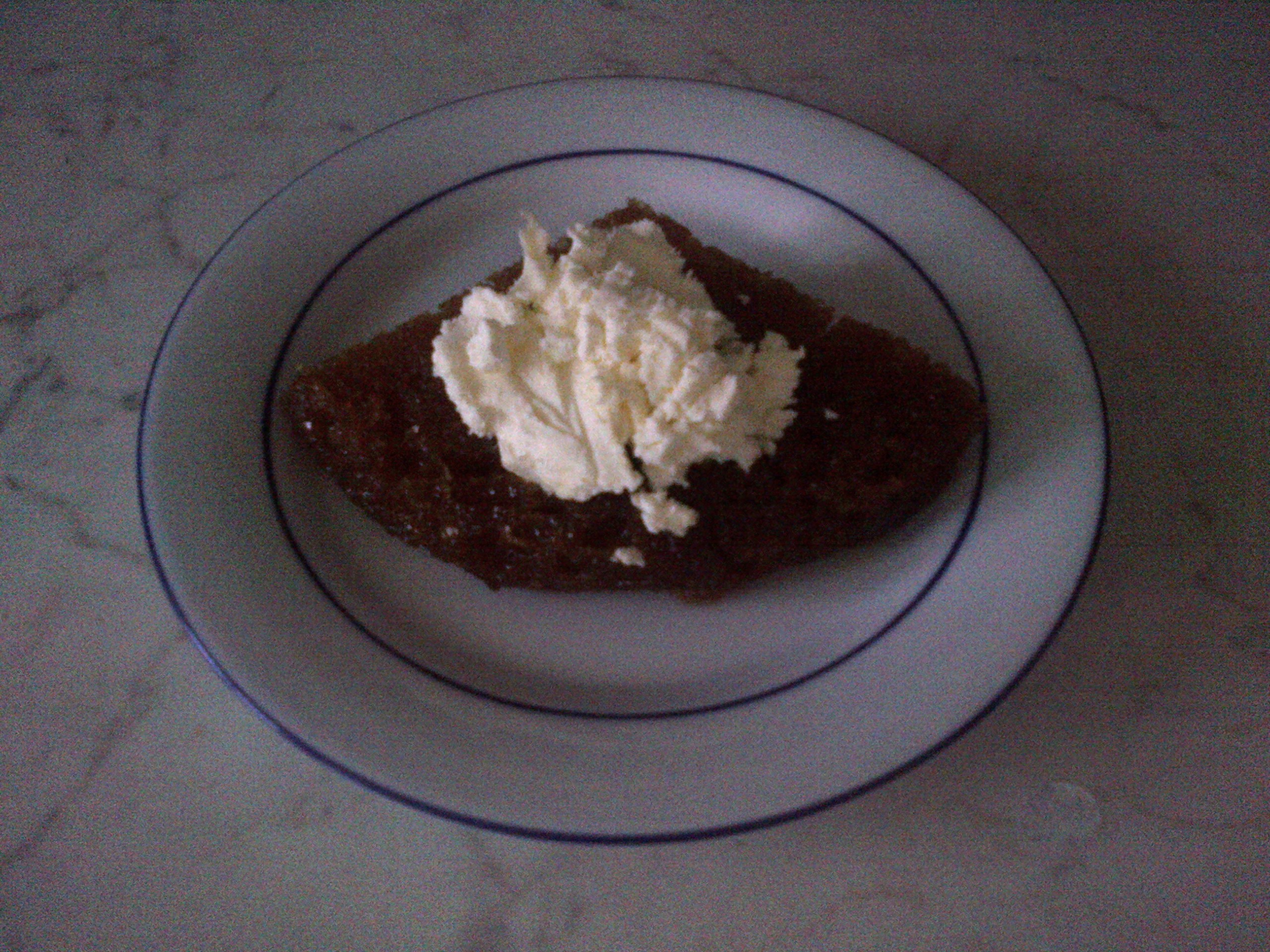
Ekmek kadayıfı avec kaymak.
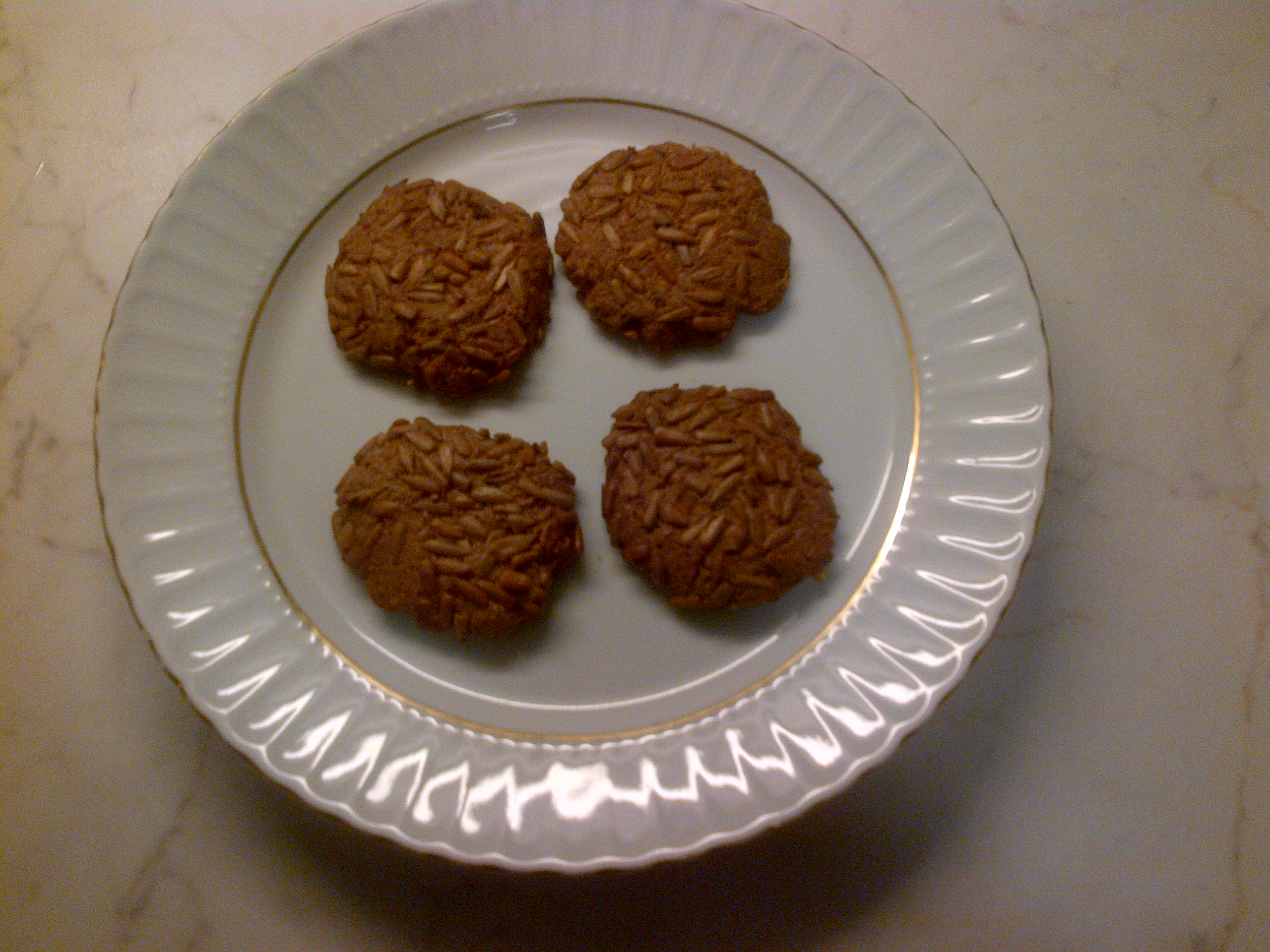
Des kurabiye aux graines de tournesol (boulangerie de Kireçburnu, Boğaziçi, Istanbul).

## Fruits
On rencontre notamment les nèfles (yeni dünya) qui se mangent très mûres, les mûres (böğürtlen), le melon (kavun) à peau verte et à chair blanche qui se mange souvent en meze avec du fromage ou encore la pastèque (karpuz).

## Boissons

### Boissons chaudes
- Le thé, (çay) en turc, provient souvent de la région de Rize sur la mer Noire ; peut être plus (« foncé » : koyu) ou moins (« clair » : açık) fort, il demande une infusion assez longue (15 minutes) soit dans un samovar soit dans un çaydanlık, sorte de théière bouilloire à deux étages, dont la partie bouilloire se trouve en bas et la théière en haut ; il est servi traditionnellement dans des petits verres en forme de tulipe en versant d’abord le thé de la partie supérieure (ce thé non dilué s’appelle dem) et en le diluant avec l’eau de la partie inférieure du çaydanlık ;
- le café turc (Türk kahvesi) est préparé dans une petite casserole nommée cezve ; il est servi avec le marc, très sucré (şekerli), moyennement sucré (orta), peu sucré (az şekerli) ou sans sucre (sade), accompagné d’un verre d’eau. Après consommation, la coutume est de renverser la tasse sur la soucoupe et de lire l’avenir dans les motifs laissés par le marc de café sur les bords de la tasse, ce qu'on appelle le fal Il existe une variante utilisant une variété de pistaches, le menengiç kahvesi;
- la sauge (ada çayı, mot à mot « thé de l’île ») : infusion sucrée de couleur jaune ;
- l’hibiscus (assez rare) : le carcadé (de l'arabe karkandji) est une boisson à base de fleurs d'hibiscus séchées donnant une infusion sucrée de couleur rouge, au goût de grenadine ;
- le salep : boisson sucrée au goût de cannelle à base de racine d’orchidée qui se boit en hiver.

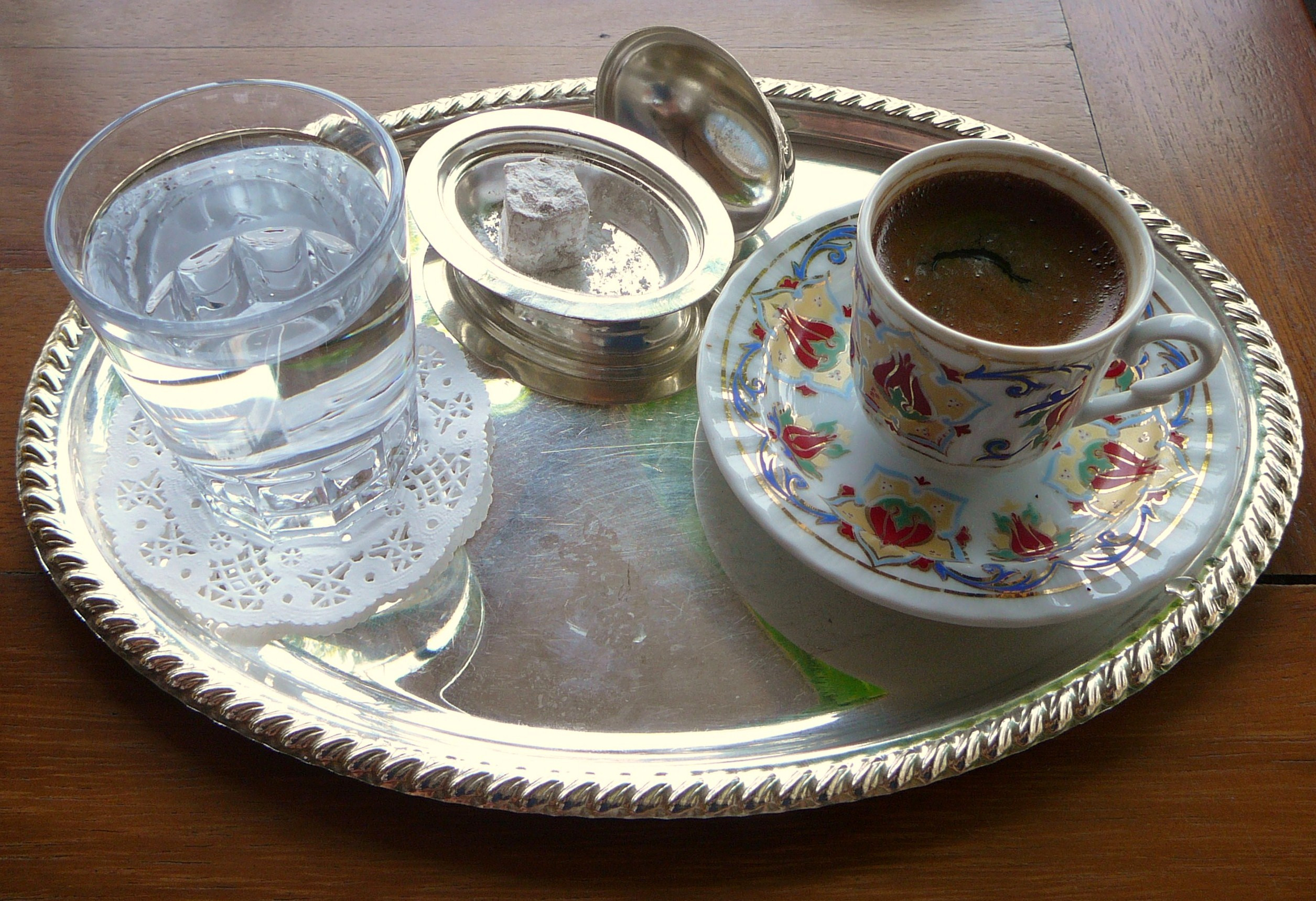
Café turc avec lokum et verre d'eau.
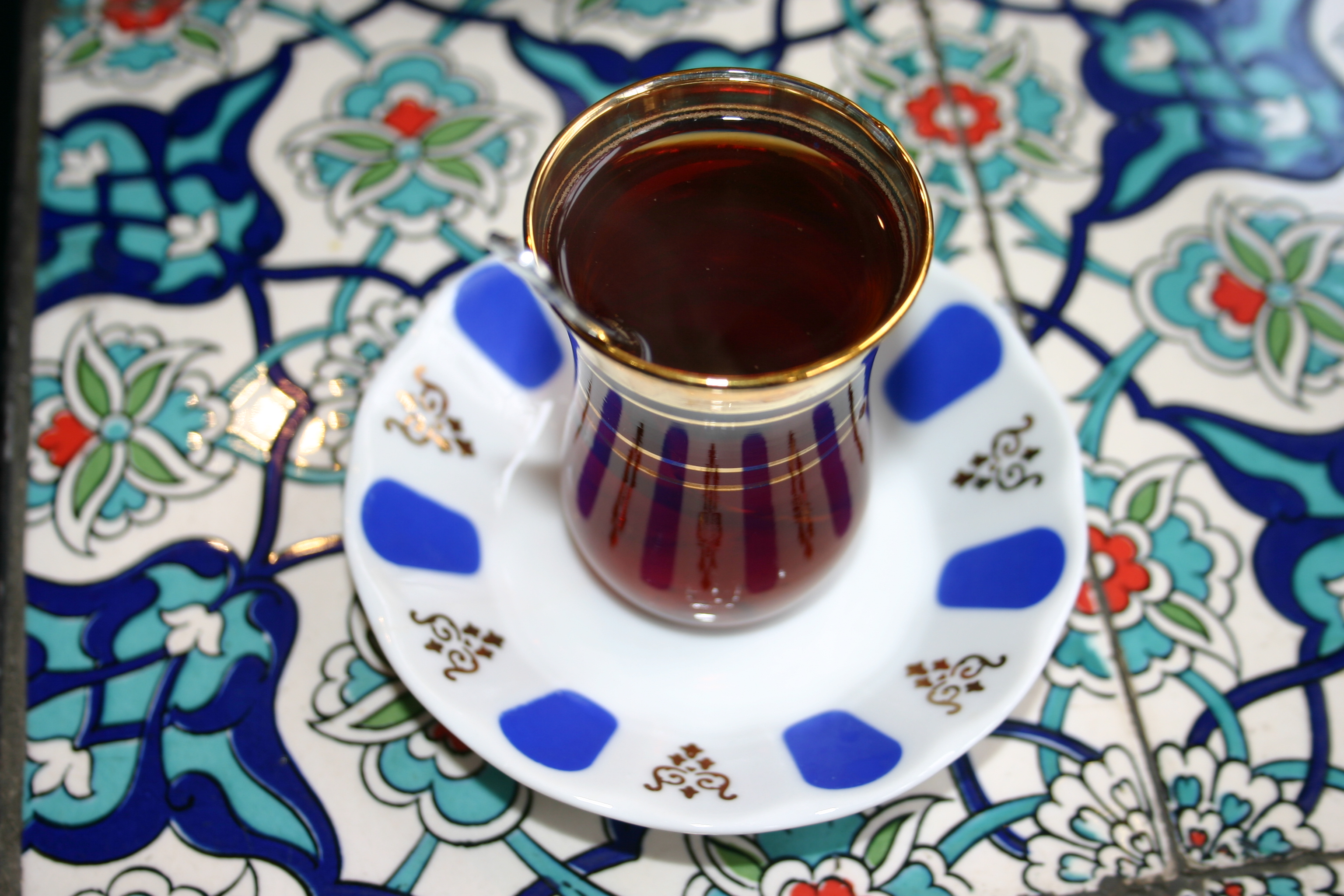
Thé turc.
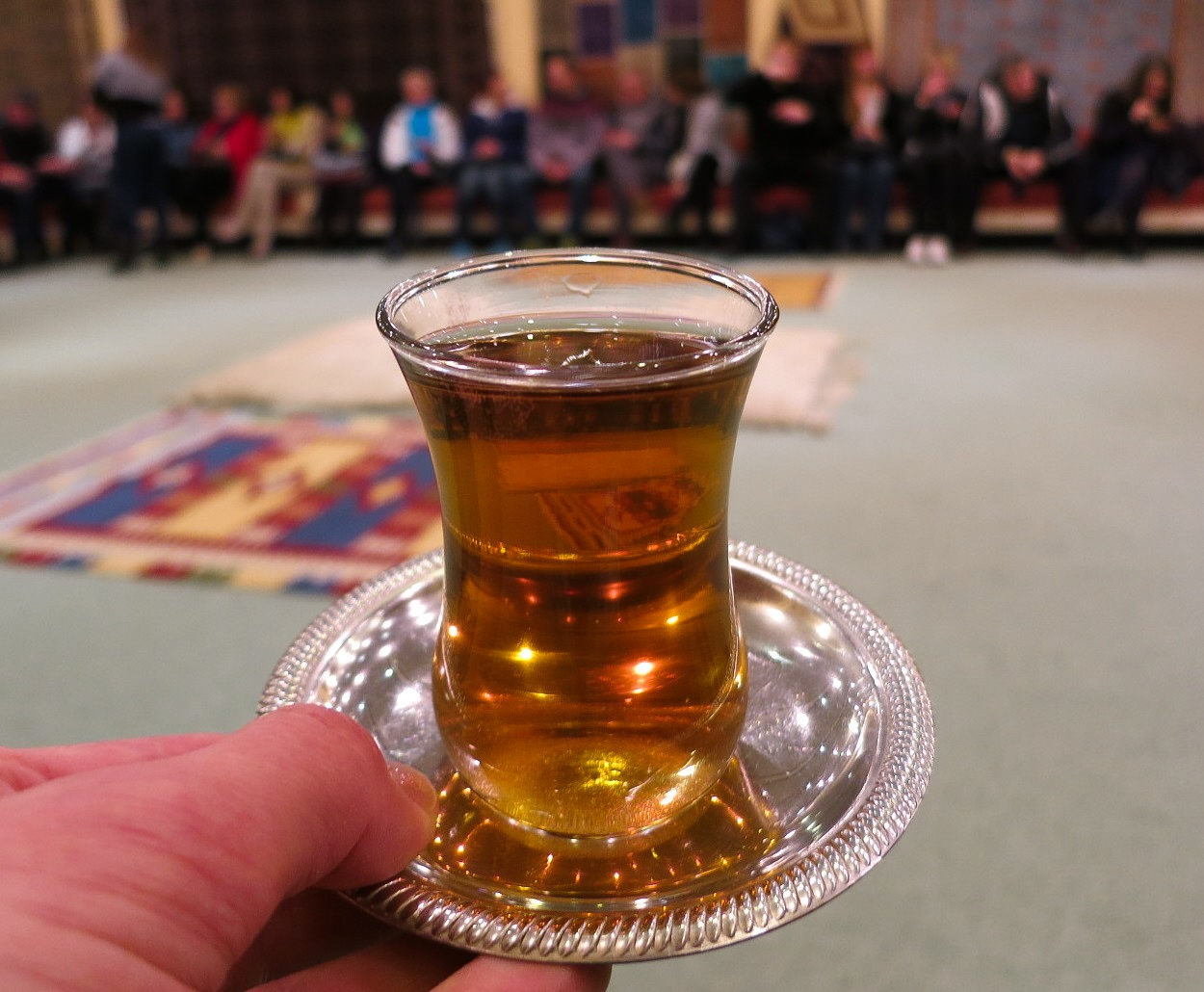
Verre de thé typique de la Turquie

### Boissons froides non alcoolisées

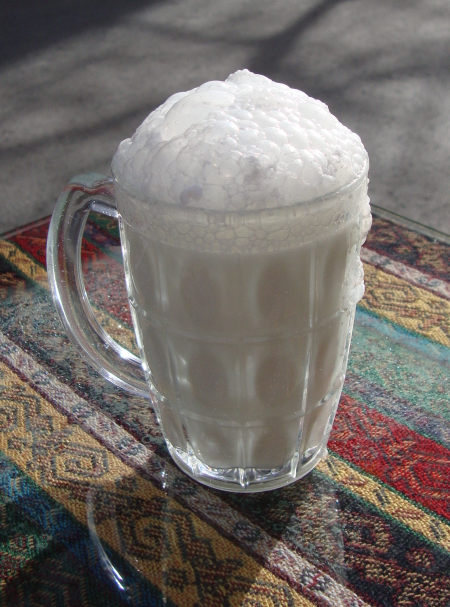
Ayran.

- l’ayran est préparé en diluant du yaourt dans de l’eau ; il est souvent servi comme accompagnement d’un repas rapide à midi (pide, lahmacun, döner...) ;
- la boza est une boisson sucrée très épaisse à base de farine d’orge. Ainsi que le Gazoz, une boisson sucrée pétillante.
- le kusburnu suyu (jus d'églantier) est une boisson sucrée produite traditionnellement à Gümüşhane qui lui consacre un festival chaque été.
- le Şalgam suyu : le şalgam est un légume ressemblant à la carotte, une espèce particulière de rutabaga. On y ajoute d'autres ingrédients (farine, ail, jus de carotte, levure) pour en faire le şalgam suyu (jus de şalgam). La marque la plus connue est Özkan qui existe depuis 1967.

### Boissons alcoolisées
- Le rakı : sorte d’anisette qui se boit avec le repas. Elle est idéale avec du poisson. On donne à cette eau-de-vie de vin (en général) le surnom de lait de lion(ne) (aslan sütü) ;
- La bière (bira) Efes, bière turque produite à l'ouest ;
- Productions locales de vin, bière, divers alcools forts.

### Filmographie
- Les nouveaux explorateurs : Fred Chesneau, Globe cooker en Turquie, film de Pierre-Louis Lacombe, Gédéon programmes, ADAV, Paris, 2010, 52 min